# 30 Arietis
30 Arietis – gwiazda wielokrotna w gwiazdozbiorze Barana. Układ tworzą cztery gwiazdy, dwa główne składniki należą do typu widmowego F. Znajduje się około 135 lat świetlnych od Ziemi.

## Charakterystyka
Układ 30 Arietis tworzą dwa układy podwójne gwiazd, które dzieli dystans 1670 jednostek astronomicznych. W obu jaśniejszy składnik należy do typu widmowego F. Gwiazdę B okrąża planeta, gorący jowisz około 10 razy masywniejszy od Jowisza o oznaczeniu 30 Arietis Bb. Krąży on w odległości około 1 au od gwiazdy. Składnik ten okrąża także odkryta w 2015 roku czwarta gwiazda układu, krążąca w odległości 23 au; nie wydaje się, aby wpływała ona na orbitę planety.